# 3694 Sharon
3694 Sharon è un asteroide della fascia principale del diametro medio di circa 45,31 km. Scoperto nel 1984, presenta un'orbita caratterizzata da un semiasse maggiore pari a 3,9265924 UA e da un'eccentricità di 0,2059823, inclinata di 4,98101° rispetto all'eclittica.
L'asteroide è dedicato a Sharon Rachel Vinick, amica dello scopritore.